# تتا آتش‌دان
تتا آتش‌دان یک ستاره است که در صورت فلکی آتشدان قرار دارد.